# Tõnu-Andrus Tannberg
Tõnu-Andrus Tannberg (Rakvere, 1961. szeptember 22.) észt történész

## Élete
A Tartui Egyetem történelemprofesszora. Különösen Észtország szovjet történetét, valamint az orosztörténelmet, ezen belül az orosz hadtörténetet tanulmányozza. Több könyv társszerzője. 2012. december 5.-én az Észt Tudományos Akadémia tagja lett.
Egyik legkiemelkedőbb tudományos eredménye az első észt nyelvű újság, a Tarto maa rahwa Näddali-Leht tíz eredeti számának felfedezése a szentpétervári történeti levéltárban. Az 1806-ban megjelent lapot az orosz hatóságok 39 szám megjelenése után betiltották, Tannberg 1995-ös felfedezése előtt nem volt belőle ismert példány. 
Számos elismerés birtokosa,  1997-ben és 2006-ban a legjobb észt nyelvű történelmi könyv díját kapta meg, 2016-ban az Észt Köztársaság Kutatási Díját kapta. 2010-ben a Fehér Csillag Érdemrend 5. fokozatával ismerték el munkásságát.

## Válogatott munkái
- Eesti ajalugu. IV: Põhjasõjast pärisorjuse kaotamiseni, társszerzők: Mati Laur és Helmut Piirimäe; szerkesztő: Sulev Vahtre. ISBN 9985770625
- Eesti ajalugu. VI, Vabadussõjast taasiseseisvumisen, társszerző és szerkesztő: Ago Pajuriga, főszerkesztő: Sulev Vahtre. ISBN 9985771427
- Maakaitseväekohustus Balti kubermangudes 19. sajandi I poolel (1806–1856) ISBN 9985858034
- Toimik "Priboi": Artikleid ja dokumente 1949. aasta märtsiküüditamisest ISBN 9789949968718 (több írást ő írt a kötetben)

## Fordítás
- Ez a szócikk részben vagy egészben  a   Tõnu-Andrus Tannberg című észt Wikipédia-szócikk ezen változatának fordításán alapul.  Az eredeti cikk szerkesztőit annak laptörténete sorolja fel. Ez a jelzés csupán a megfogalmazás eredetét és a szerzői jogokat jelzi, nem szolgál a cikkben szereplő információk forrásmegjelöléseként.